# Neochauliodes fraternus
Neochauliodes fraternus là một loài côn trùng trong họ Corydalidae thuộc bộ Megaloptera. Loài này được McLachlan miêu tả năm 1869.